# Pirlán

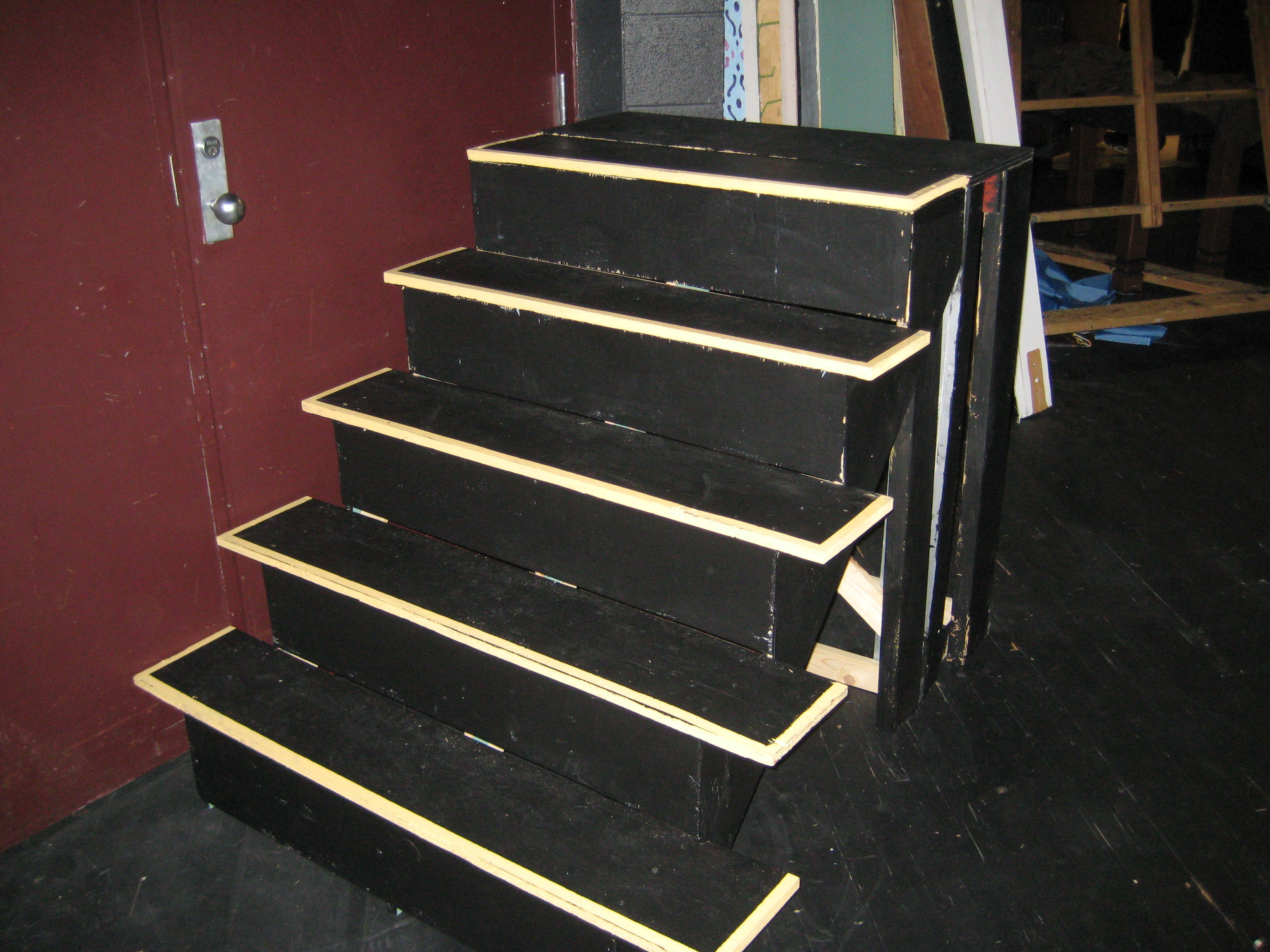
Pirlán de color blanco en unas escaleras negras

En arquitectura un pirlán (se cree que procede de lat. perna 'pierna' o 'soporte') es un listón que se coloca en el borde de los peldaños de una escalera. 
También se refiere a un escalón de piedra o madera.
También se le llama mamperlán o mampirlán, que procede de mampostería (del latín: manus-positus ‘mano-poner’), y que la RAE define como «listón de madera con que se guarnece el borde de los peldaños en las escaleras de fábrica».
Las tiras pirlán antideslizantes, disponibles para pegar o atornillar, son una solución eficaz para mejorar la seguridad en superficies resbaladizas tanto en interiores como en exteriores, reduciendo el riesgo de caídas y accidentes. Su instalación es rápida, sencilla y altamente efectiva, proporcionando un excelente agarre en terrazas, cubiertas de barcos, rampas, escaleras y otras superficies propensas a volverse resbaladizas cuando están mojadas. Existen diversas opciones de tiras y perfiles antideslizantes en el mercado, incluidos bordes de escalón y soluciones especializadas, como los FRP step nosings (perfiles de escalón de polímero reforzado con fibra de vidrio), que ofrecen una alta resistencia y durabilidad en entornos exigentes.